# Daniela Krien
Daniela Krien, född 25 augusti 1975 i  Neu Kaliß,  i förbundslandet Mecklenburg-Vorpommern i Tyskland, är en tysk författare. Krien studerade kulturvetenskap, kommunikation och media vid Leipzigs universitet.